# 메리 케이 버그먼
메리 케이 버그먼(Mary Kay Bergman, 1961년 6월 5일 ~ 1999년 11월 11일)은 미국의 성우이다. 《사우스 파크》의 성우로 유명했으나 1999년 자살했다.

## 영화
- 미녀와 야수 (1991년 영화)
- 노틀담의 꼽추 (1996년 영화)
- 헤라클레스 (1997년 영화)
- 마녀 배달부 키키
- 뮬란 (1998년 영화)
- 아이언 자이언트
- 앨빈과 프랑켄슈타인
- 토이 스토리 2

## 텔레비전 방송
- 앨빈과 슈퍼밴드
- 출동! 지구특공대
- 요술고양이 펠릭스
- 가고일즈
- 내 친구 아서
- 사우스 파크
- 스파이더맨 (1994년 애니메이션)
- 러그래츠
- 헤라클레스 (애니메이션)
- 스파이 독
- 패밀리 가이

## 비디오 게임
- 사우스 파크 랠리